# Operation Overcast

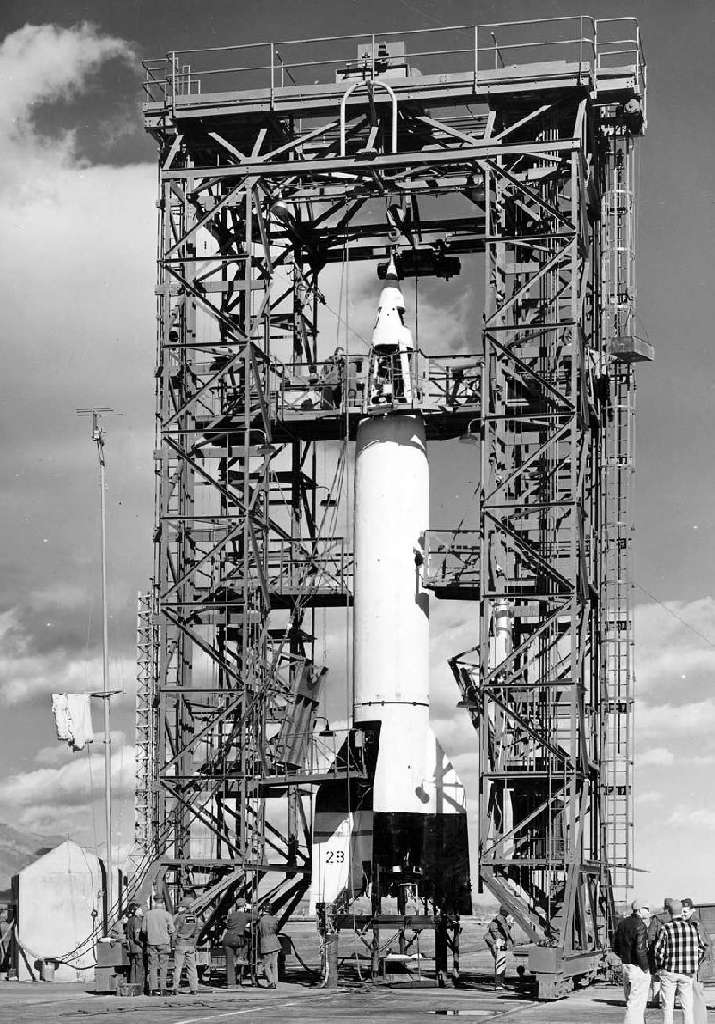
V2 auf einer Startrampe der White Sands Proving Grounds

Die Operation Overcast (engl. overcast = bedeckt, wolkenverhangen) war ein militärisches Geheimprojekt der USA, um nach der Niederlage Nazi-Deutschlands am Ende des Zweiten Weltkriegs 1945 deutsche Wissenschaftler und Techniker zu rekrutieren und sich deren militärtechnisches Können und Wissen zu sichern.
Unter dem Codenamen Operation Paperclip (engl. paperclip = Büroklammer) fand darauf die Verlegung deutscher Kriegs- und Zivilgefangener in die USA statt, die meisten waren als Wissenschaftler oder in der Industrie tätig.
Später wurde der Begriff Project Paperclip für die Einbürgerung der Wissenschaftler und die Fortsetzung der Operation Overcast verwendet, und auch heute werden die Begriffe oft fälschlich vertauscht.
Die Zwangsenteignung deutscher Patente und Reparationsleistungen (u. a. Demontage von Produktionsmitteln) gehörten nicht zu den Operationen Overcast und Paperclip.

## Grundlage und Vorgeschichte
Grundlage der Operation Overcast war ein geheimes Dokument der Joint Chiefs of Staff, datiert vom 6. Juli 1945 – also kurz nach dem Ende des Krieges in Europa und noch vor der Niederlage Japans. Die Grundüberlegungen begannen allerdings schon Jahre vorher und sind damit zu erklären, dass in den USA die umfassende Demobilisierung und Unterbrechung der militärischen Forschung nach dem Ende des Ersten Weltkrieges von vielen Politikern und Militärs rückblickend als Fehler beurteilt wurde. Die wachsenden Gegensätze zur unmittelbar vorher noch verbündeten Sowjetunion unter Stalin waren vielen im Generalstab bewusst. Die Operation Overcast sollte durch das Aneignen deutscher Militärtechnik eigene Entwicklungsarbeit verkürzen und eine Rüstungslücke vermeiden. Gleichzeitig sollten diese Wissenschaftler und Techniker dem Zugriff der UdSSR und deren Rüstungsindustrie entzogen werden. Die deutsche Militärtechnik war den Alliierten in bestimmten Bereichen um einige Schritte voraus, speziell bei der Flügelpfeilung und Gleitbomben, Flugabwehrraketen sowie Raketen.

## Auswahlkriterien
Die Zahl der Wissenschaftler wurde auf 450 begrenzt, die zunächst für sechs Monate ohne Angehörige in die USA geholt werden sollten, um sie dort auf die verschiedenen Teilstreitkräfte (Heer, Luftwaffe, Marine) zu verteilen. Im Kontingent sollten sich keine überführten Kriegsverbrecher befinden. Jeder, der als solcher erkannt würde, sollte nach Deutschland zurückgeschickt werden. Als im Jahr 1946 klar war, dass die Forscher länger in den USA bleiben würden, sich teilweise hier niederlassen und ihre Ehefrauen und Familien nachziehen lassen würden, folgten äußerst lockere Regelungen, um beispielsweise die NSDAP- und SS-Mitgliedschaft Wernher von Brauns zu rechtfertigen. Faktisch spielten NS-Belastungen bei der Auswahl keine Rolle, sorgfältig gesiebt wurde angesichts des begrenzten Kontingents bezüglich der fachlichen Qualifikation. Dies ist umso bemerkenswerter, weil gleichzeitig im Rahmen der Nürnberger Prozesse beispielsweise der zuständige Rüstungsminister Albert Speer zu 20 Jahren Haft verurteilt wurde – nicht zuletzt wegen der im Rahmen der Rüstungsproduktion massenhaft eingesetzten Zwangsarbeiter. Auch die V2-Produktion in der Fertigungsanlage Dora-Mittelbau erfolgte unter unmenschlichen Bedingungen und Zwangsarbeit. Für die verantwortlichen Wissenschaftler und Techniker blieb das genauso ohne Konsequenzen wie die zivilen Opfer der V1- und V2-Angriffe beispielsweise auf London. Ganz offensichtlich überwog hier das militärtechnische Eigeninteresse der USA. Innerhalb der US-amerikanischen Öffentlichkeit war diese Vorgehensweise, die Immigration von Nazis, zunächst umstritten.

## Operation Paperclip
Unter dem Decknamen Operation Overcast wurde noch im Sommer 1945 die erste Gruppe von Wissenschaftlern in die USA gebracht. Erst im November 1945 wurde er durch den Begriff Operation Paperclip ersetzt, als sich abzeichnete, dass die deutschen Wissenschaftler nicht nur kurzzeitig für die USA tätig sein sollten.:S. 244–246 Der Name Paperclip (deutsch: ‚Büroklammer‘) leitete sich von den in den entsprechenden Akten eingesteckten Büroklammern ab, welche die Seiten mit relevanten Wissenschaftlern („Paperclip Boys“) kennzeichneten, die in die USA zu überführen waren.
Ursprünglich sollten 100 Raketenexperten aus Wernher von Brauns Gruppe der Heeresversuchsanstalt Peenemünde zur Entwicklung des Aggregat 4 (bzw. der V2) ausgewählt werden. Im August 1945 bot US-Oberst Holger Toftoy, Leiter der Raketenabteilung für Forschung und Entwicklung in der US-Armee, 127 Spezialisten Ein-Jahres-Verträge an und brachte sie vorübergehend in Bad Kissingen im Hotel „Wittelsbacher Hof“ unter. Im September 1945 wurde eine erste Gruppe mit sieben Wissenschaftlern nach Long Island überführt, darunter Wernher von Braun. Ab Ende 1945 folgten weitere Gruppen nach Fort Bliss mit dem benachbarten Versuchsgelände White Sands. Die Familienmitglieder der deutschen Wissenschaftler wurden als „V-2-people“ für mehrere Jahre unter Bewachung in der Landshuter Schoch-Kaserne an der Niedermayerstraße untergebracht, dem sogenannten Camp Overcast. Helmut Gröttrup, Spezialist für die Steuerung und Vertreter von Ernst Steinhoff in Peenemünde, lehnte den angebotenen Vertrag aus familiären Gründen ab.
Gleichfalls ließ die US-Regierung im Rahmen der Operation Paperclip deutsche Ingenieure und Chemiker, vor allem der Brabag, I.G. Farben und des Kaiser-Wilhelm-Instituts für Kohlenforschung, für das Synthetic Liquid Fuels Program überwiegend nach Louisiana (Missouri) verbringen, wo bis 1951 das United States Department of the Army für Forschungszwecke nach deutschem Vorbild ein Hydrierwerk zur Herstellung synthetischer Kraftstoffe unterhielt. So waren die deutschen Hydrierwerke, insbesondere in Pölitz, Blechhammer und Heydebreck, bis 1945 unter anderem die weltweit einzigen Hersteller von Wasserstoffperoxid im industriellen Maßstab, das deutsche Chemiker bereits zu dieser Zeit bei Raketen- und Torpedotriebwerken zum Einsatz gebracht hatten.

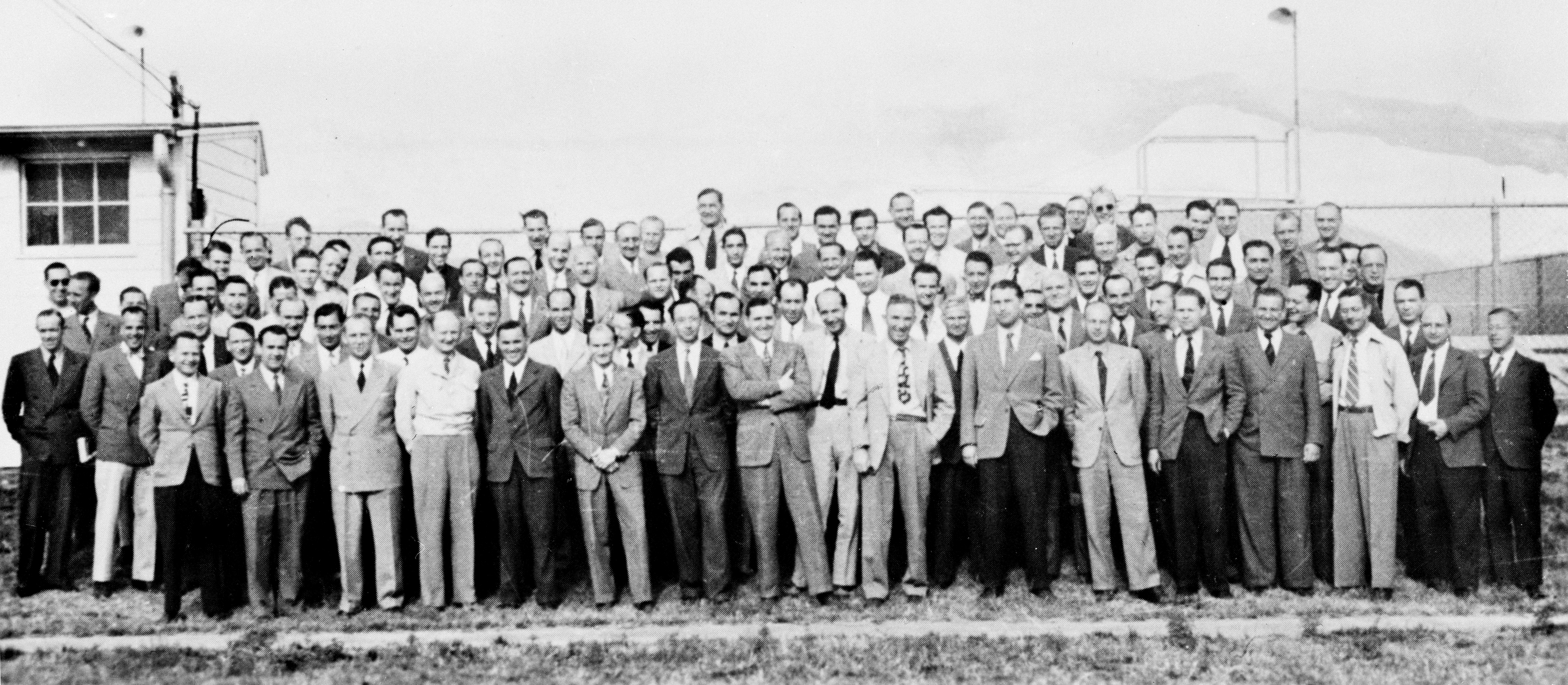
Das Paperclip-Team in Fort Bliss, siebter von rechts in der ersten Reihe: Wernher von Braun

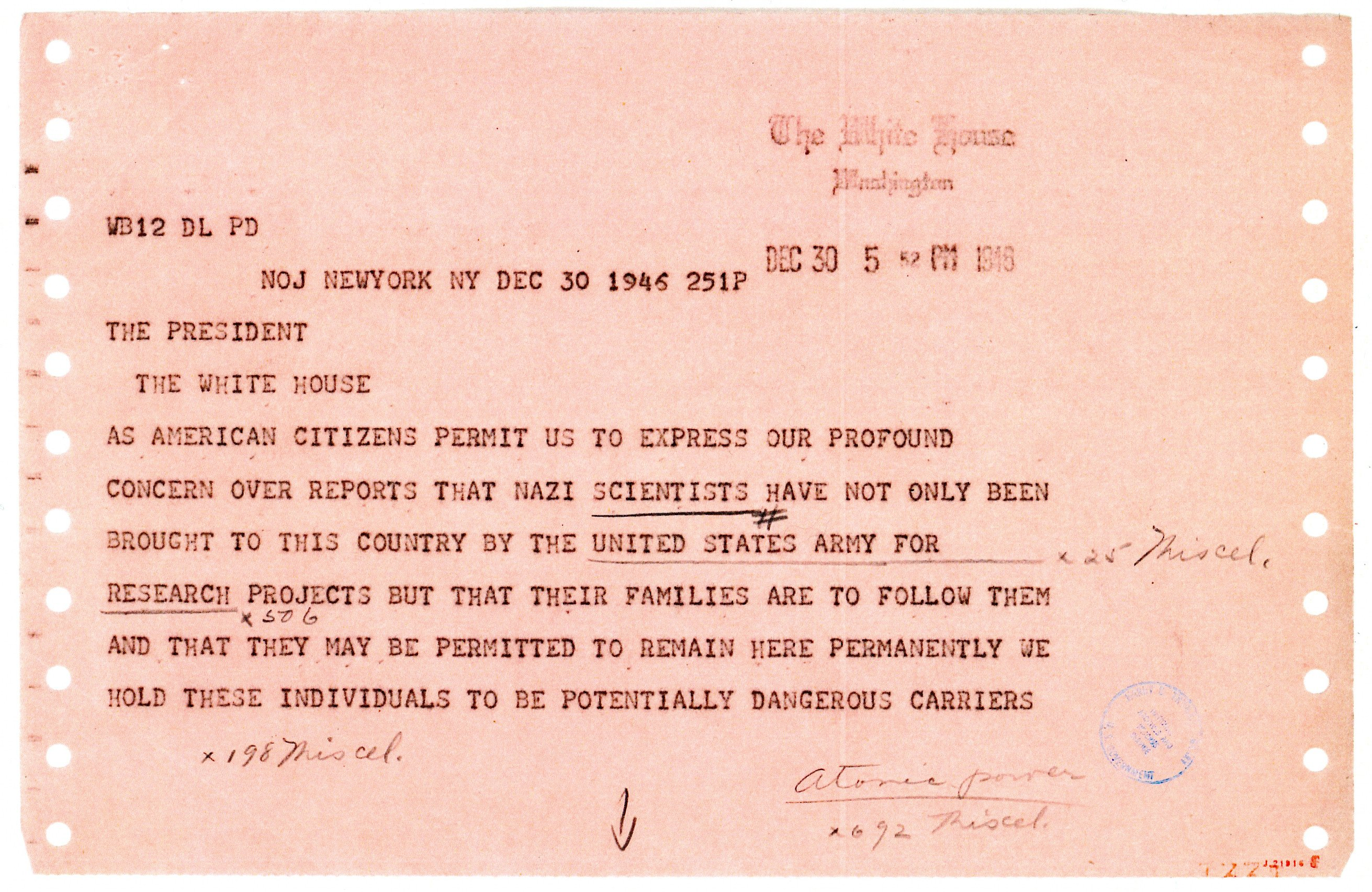
Protestschreiben gegen die Einbürgerung von Nazi-Forschern vom 30. Dezember 1946, u. a. unterzeichnet von Albert Einstein

Spätestens 1946 war klar, dass es nicht bei der ursprünglich geplanten Aufenthaltsdauer von sechs Monaten bleiben würde, auch die ursprüngliche Höchstzahl von 350 Personen galt als nicht mehr ausreichend. Ein gemeinsames Komitee aus Heer, Marine und Außenministerium erarbeitete Grundsatzentwürfe, wie zusammen mit Großbritannien eine Ausweitung und Fortführung des Programms geregelt werden sollte. So wurde die Anzahl der Betroffenen auf insgesamt 1000 erhöht sowie der Nachzug der Familien bis hin zur späteren Einbürgerung geregelt. Diese Grundsätze wurden in einem geheimen Dokument mit dem Titel Einsatz der österreichischen und deutschen Wissenschaftler im Rahmen des Projekts Paperclip fixiert. Neben dem Begriff Operation Paperclip wird hier auch der Name Project Paperclip für dieses „Unterprojekt“ eingeführt und auch für die Operation Overcast allgemein verwendet, die damit nicht mehr klar zu trennen sind. Am 13. September 1946 unterzeichnete US-Präsident Harry S. Truman das Dokument. Die „Grundsatzerklärung“ trat am 24. Oktober in Kraft. Erst jetzt wurde die Anwesenheit der deutschen Nazi-Wissenschaftler der amerikanischen Öffentlichkeit durch die Massenmedien bekanntgegeben, die darauf überwiegend mit Unverständnis und Ablehnung reagierte.
Mit den Technikern wurde auch die komplette nach dem Krieg übriggebliebene Technik verschifft, sofern sie in die Hände der darauf angesetzten amerikanischen Einheiten gefallen war. Dies waren im Wesentlichen noch nicht gestartete V2-Raketen und teilweise fertiggestellte Raketenmotoren aus Peenemünde und aus der KZ-Fertigungsanlage Dora-Mittelbau, die sonst der UdSSR zugefallen wären.
In Fort Bliss (Texas) und White Sands (New Mexico) sollten die Ingenieure an der Weiterentwicklung der amerikanischen Raketentechnik forschen. Zwischen April 1946 und Oktober 1951 wurden 66 V2-Raketen in White Sands gestartet. Einige waren mit Pflanzen, manche sogar mit Versuchstieren bestückt, die alle bei den Landeaufschlägen getötet wurden. Ab Ende 1951 wurden die Starts nach Cape Canaveral (Florida) verlegt und  ab 1958 mit dem Mercury-Programm die  bemannte Raumfahrt der USA vorbereitet, die 1969 zur ersten Mondlandung führte.

## Rekrutierte Wissenschaftler und Ingenieure

### Im Rahmen der Operation Paperclip

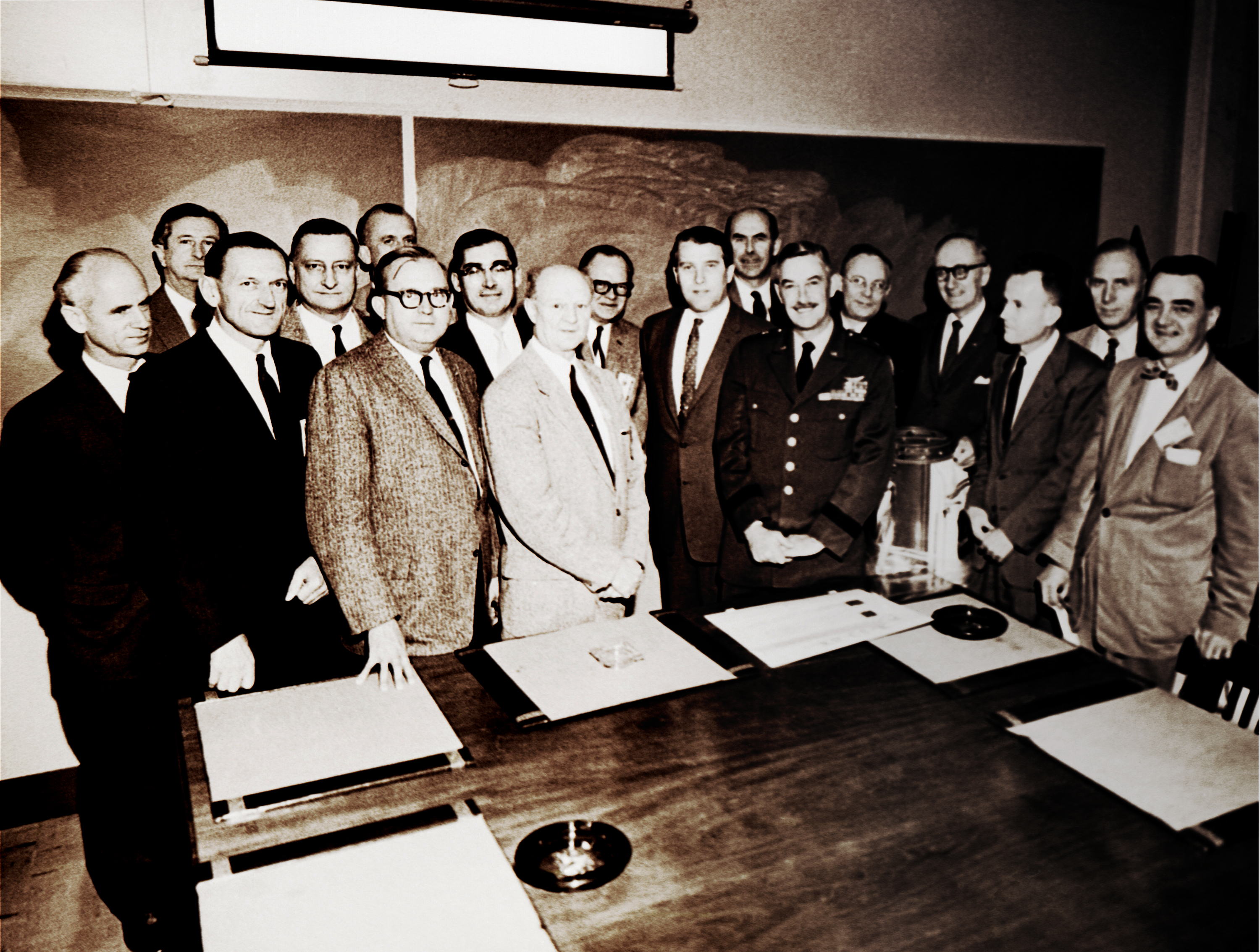
Wernher von Braun und Mitarbeiter im Herbst 1959 in Huntsville (Alabama). Von links: Ernst Stuhlinger, Friedrich von Saurma, Fritz Müller, Hermann Weidner, Erich W. Neubert (teilweise verdeckt), Willy Mrazek, Karl Heimburg, Arthur Rudolph, Otto Hoberg, von Braun, Oswald Lange, General John Bruce Medaris, Helmut Hölzer, Hans Maus, Ernst Geissler, Hans Hüter und George Constan.

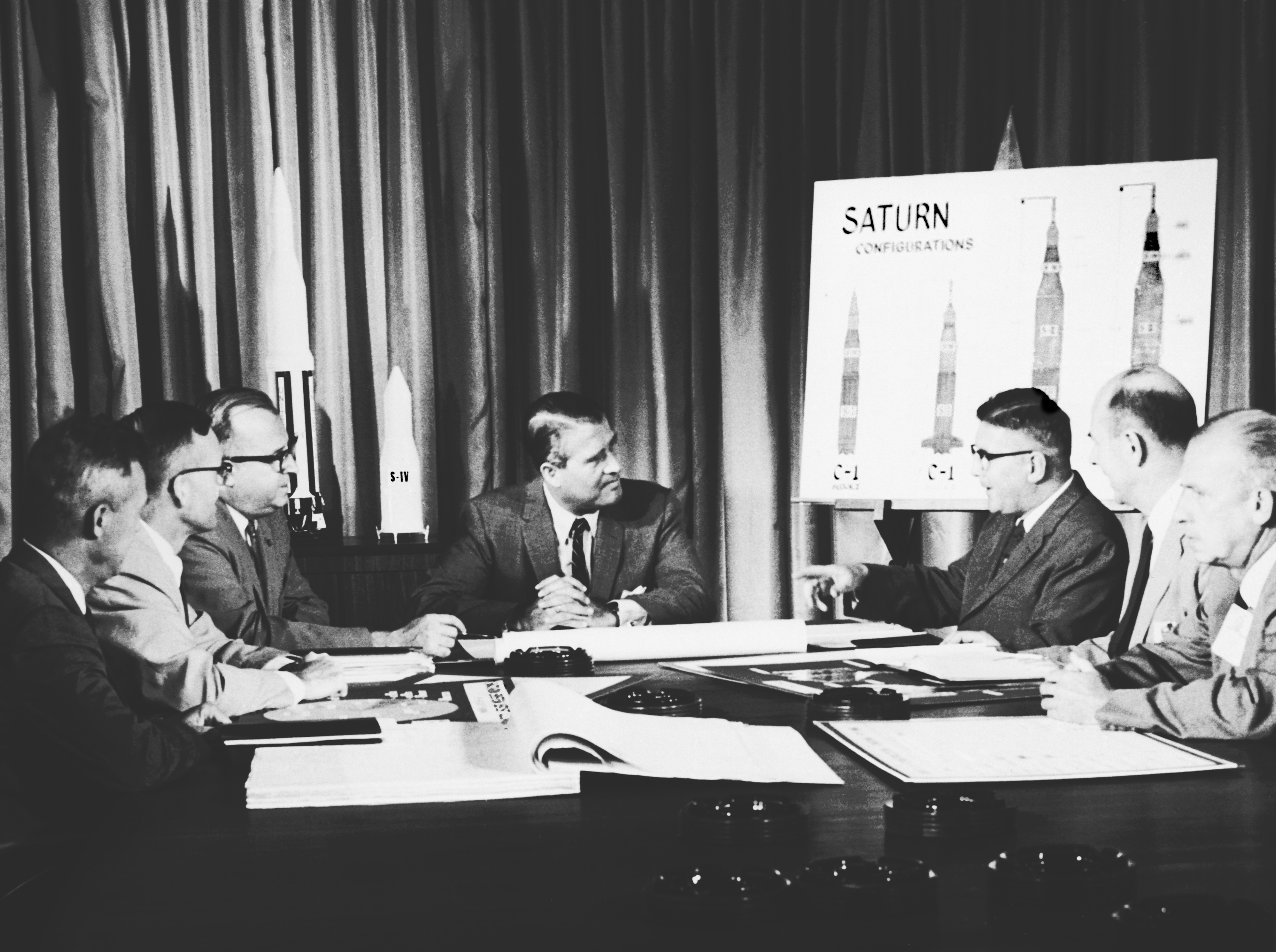
Wernher von Braun mit Mitarbeitern 1961. Von links nach rechts: Werner Kuers, Walter Häussermann, Willy Mrazek, von Braun, Dieter Grau, Oswald Lange und Erich W. Neubert.

Die im Folgenden genannten Wissenschaftler nahmen zwischen 1945 und 1947 zeitlich befristete Jobangebote der USA an, teils freiwillig oder unter Druck. Anfangs waren sie interniert und standen unter strikter Bewachung. Die Genehmigung zum Nachzug von Familienangehörigen erfolgte erst ab 1947 als Reaktion auf die Verschleppung von deutschen Spezialisten mit ihren Familien im Rahmen der Aktion Ossawakim in die Sowjetunion. Die Einbürgerung in die USA im Rahmen des Project Paperclip verzögerte sich aufgrund innenpolitischer Schwierigkeiten um weitere Jahre.
- Wilhelm Angele (1905–1996)
- Herbert Axster (1899–1991) (in den 1950ern nach Deutschland zurückgekehrt)
- Ernst Baars (1894–1969)
- Rudi Beichel (1913–1999)
- Magnus von Braun (1919–2003)
- Wernher von Braun (1912–1977)
- Theodor Buchhold (1900–1984)
- Werner Dahm (1917–2008)
- Konrad Dannenberg (1912–2009)
- Kurt Debus (1908–1983)
- Friedrich Duerr (1909–2000)
- Ernst Eckert (1904–2004)
- Krafft Arnold Ehricke (1917–1984)
- Willy A. Fiedler (1908–1998)
- Ernst Geissler (1915–1989)
- Dieter Grau (1913–2014)
- Fritz Haber (1912–1998)
- Heinz Haber (1913–1990) (1959 nach Deutschland zurückgekehrt)
- Karl Heimburg (1910–1997)
- Rudolf Hermann (1904–1991)[11]
- Otto Hirschler (1913–2001)
- Helmut Hölzer (1912–1996)
- Oscar Holderer (1919–2015)
- Hans Erich Hollmann (1899–1960)
- Hans Hüter (1906–1970)
- Dieter Huzel (1912–1994)
- Walter Jacobi (1918–2009)
- Wilhelm Jungert (1946 nach Deutschland zurückgekehrt)
- Wunibald Kamm (1953 nach Deutschland zurückgekehrt)
- Heinz Hermann Koelle (1925–2011) (1965 nach Deutschland zurückgekehrt)
- Hermann H. Kurzweg (1908–2000)[11]
- Alexander Lippisch (1894–1976)
- Hannes Lührsen (1907–1986) (in den 1950ern nach Deutschland zurückgekehrt)
- Hans Maus (1905–1999)
- Hans Walter Milde (1909–1990)
- Heinz Millinger (* 1920)[12]
- Joachim Muehlner (1913–2004)
- Fritz Müller (1907–2001)
- Willy Mrazek (1911–1992)
- Erich W. Neubert (1910–1990)
- Hans Joachim Pabst von Ohain (1911–1998)
- Theodor A. Poppel (1918–1986)
- Eberhard Rees (1908–1998)
- Gerhard Reisig (1910–2005)[13][14]
- Georg Rickhey (1898–1970) (1947 im Dachauer Dora-Prozess angeklagt und mangels Beweisen freigesprochen, danach in die USA zurückgekehrt)
- Walther Johannes Riedel („Riedel III“)[15] (1903–1974) (1953 vom CIA als Nazi verdächtigt und nach Deutschland zurückgekehrt)
- Werner Rosinski (1914–2000)
- Arthur Rudolph (1906–1996) (1984 wegen drohender Strafverfolgung als Kriegsverbrecher im KZ Mittelbau-Dora nach Deutschland zurückgekehrt)
- Karl Eduard Schüssler (1906–1988)
- August Schultze (1905–2001)
- Walter Schwidetzky (1910–1996)
- Ernst Steinhoff (1908–1987)
- Ernst Stuhlinger (1913–2008)
- Bernhard Tessmann (1912–1998)
- Georg von Tiesenhausen (1914–2018)
- Adolf Thiel (1915–2001)
- Woldemar Voigt (1907–1980)
- Carl Wagner (1901–1977) (1958 nach Deutschland zurückgekehrt)
- Herbert Wagner (1900–1982) (1957 nach Deutschland zurückgekehrt)
- Peter Wegener (1917–2008)
- Hans Ziegler (1911–1999)

Eine Abschrift aus dem US-Nationalarchiv, veröffentlicht als Harry Brunser Report, enthält insgesamt ca. 500 Namen.

### Nach der Operation Paperclip
Im Zeitraum von 1947 bis 1955 nahmen weitere deutsche Wissenschaftler Arbeitsangebote in den USA an, die ihnen im Rahmen des Project Paperclip die Einbürgerung in Aussicht stellten.
- Kurt Blome (1894–1969)
- Walter Dornberger (1895–1980)
- Anselm Franz (1900–1994)
- Walter Häussermann (1914–2010)
- Hermann Oberth (1894–1989) (1958 nach Deutschland zurückgekehrt)
- Hans Quenzer (1909–1969)[17]
- Harry O. Ruppe (1929–2016) (1966 nach Deutschland zurückgekehrt)
- Hubertus Strughold (1898–1986)
- Guenter Wendt (1923–2010)

### Verbleib und weitere Verwendung
Der überwiegende Teil der o. a. Wissenschaftler blieb in den USA. Einige wie Heinz Haber, Hermann Oberth, Harry O. Ruppe und Carl Wagner kehrten nach Deutschland zurück. Auch nach dem Ausscheiden aus dem aktiven Berufsleben sind einige Wissenschaftler wieder nach Deutschland übergesiedelt. In einzelnen Fällen, zum Beispiel bei Arthur Rudolph, gab es später Ermittlungen wegen der NS-Verbrechen, Ausweisungen und eine Aberkennung der US-Staatsbürgerschaft.

## Konkurrenz zu anderen Staaten

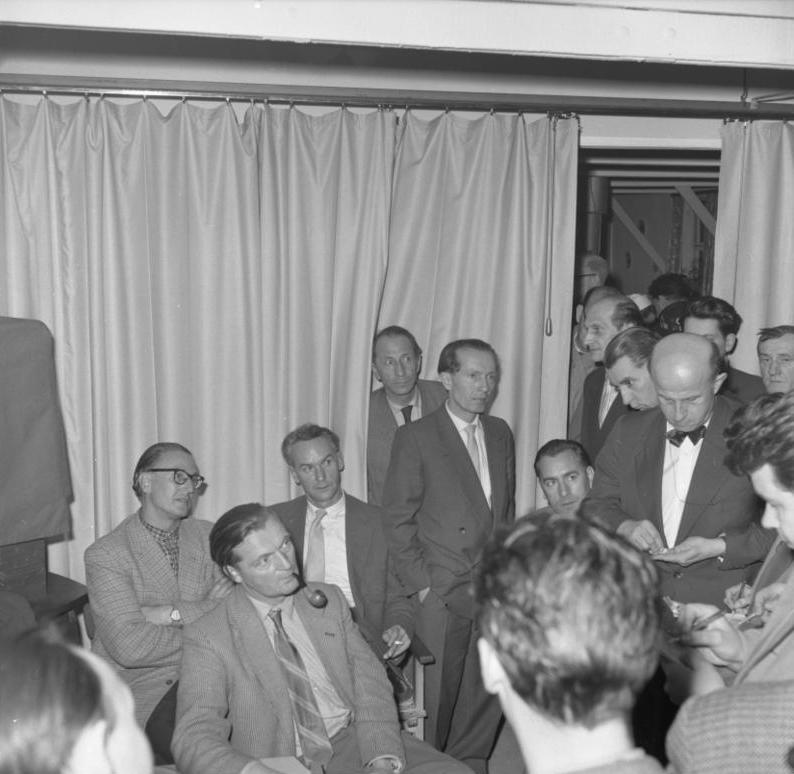
Lager Friedland, Heimkehr der Wissenschaftler aus der Zwangsarbeit in Sochumi, Februar 1958

Mit ihrem Programm zur Nutzbarmachung der „Gehirne“ standen die USA keineswegs allein. Alle Siegermächte hatten ähnliche Programme mit unterschiedlichen Schwerpunkten. So bemühte sich Großbritannien um deutsche Marineexperten, hatte aber – wie auch andere Siegermächte – damit Probleme, da ein Großteil der Bevölkerung aufgrund der schlechten wirtschaftlichen Lage in Großbritannien gegen die Einwanderung deutscher Wissenschaftler war. Dennoch fanden über 200 deutsche Wissenschaftler mit ihren Familien beispielsweise in Australien im Rahmen der „Operation Matchbox“ eine neue Zwangsheimat. In erster Linie interessierten sich die Briten für die Möglichkeiten, die riesigen Braunkohlenfelder beispielsweise in der Umgebung von Melbourne für die Treibstoffproduktion zu nutzen. Deutsche Wissenschaftler hatten erfolgreich in den Buna-Werken ein entsprechendes Verfahren entwickelt.
Die Sowjetunion begann unmittelbar nach Kriegsende mit der Suche nach Spezialisten der deutschen Raketentechnik des Aggregat 4. Unter Leitung von General Lew Gaidukow bekam Boris Tschertok den Auftrag, Mitarbeiter Wernher von Brauns aus der Heeresversuchsanstalt Peenemünde und andere deutsche Wissenschaftler ausfindig zu machen, die noch nicht durch die westlichen Besatzungsmächte interniert oder vertraglich gebunden wurden. Unter Leitung von Helmut Gröttrup, dem Vertreter Ernst Steinhoffs, wurden in Bleicherode die Zentralwerke aufgebaut, um mit mehr als 5000 deutschen Mitarbeitern die deutsche Raketentechnik vollständig zu rekonstruieren. Unter anderen arbeiteten in dieser Zeit der Kreiselexperte Kurt Magnus und der Aerodynamiker Werner Albring unter der Leitung von Sergei Koroljow als Chefkonstrukteur. Etwa 160 deutsche Wissenschaftlern und ihre Familien wurden im Oktober 1946 im Rahmen der Aktion Ossawakim zwangsweise in die Sowjetunion verschleppt und auf der Insel Gorodomlja (heute Siedlung Solnetschny) im Seligersee, Gebiet Twer, im nordwestlichen Teil von Zentralrussland für weitere Entwicklungen festgehalten. Insgesamt verschleppte die Sowjetunion bei der Aktion Ossawakim fast 3000 deutsche Spezialisten für technische und wissenschaftliche Aufgaben in die Sowjetunion. Zwischen Juni 1951 und November 1953 konnten sie wieder in die damalige DDR zurückkehren. Ein Teil der Rückkehrer setzte sich in die Bundesrepublik Deutschland ab. Eine kleine Gruppe von Elektronik-Experten unterzeichnete Fünfjahresverträge und erlebte in Moskau den Start des russischen Weltraumprogramms mit dem Erstflug des Sputnik.
Bei Kriegsende fiel die Ju 287 V1 bei Junkers in Dessau in sowjetische Hände. Unter sowjetischer Aufsicht wurde sie fertiggestellt und im September Personal und Flugzeuge nach Podberesje bei Moskau verlegt. Die Entwicklung des Baumusters wurde unter der Leitung von Brunolf Baade fortgesetzt. Unter Baade wurde in der UdSSR auch der zweimotorige Bomber Modell 150 entwickelt.
Der große Einfluss deutscher Wissenschaftler, Ingenieure und Techniker auf die Militärtechnik der beiden Supermächte dokumentiert sich vor allem in der Flugzeug- und Raketenproduktion im ersten Nachkriegsjahrzehnt. So standen sich zum Beispiel im Koreakrieg ab 1950 mit der amerikanischen F-86 Sabre und der sowjetischen MiG-15 zwei Maschinen gegenüber, die das Tragflächenprofil der Me 262 verwendeten.

## Verhaftung und Internierung
Projekt Safehaven war ein US-amerikanisches Programm, um die deutsche Forschung zu stoppen und die deutschen Forscher von der Emigration in Länder wie Spanien oder Argentinien abzuhalten. Die US-Streitkräfte konzentrierten sich auf Sachsen und Thüringen, wohin viele deutsche Forschungseinrichtungen aus Berlin evakuiert worden waren. Bis 1947 wurden mit dieser Operation schätzungsweise 1800 Techniker und Wissenschaftler zusammen mit 3700 Familienmitgliedern interniert.